# Loasa
Genre
Loasa est un genre de plantes de la famille des Loasaceae.

## Liste d'espèces
Selon The Plant List (4 avril 2018) :
- Loasa acanthifolia Lam.
- Loasa acerifolia Dombey ex Juss.
- Loasa argentina Urb. & Gilg
- Loasa arnottiana Gay
- Loasa bergii Hieron.
- Loasa caespitosa Phil.
- Loasa elongata Hook. & Arn.
- Loasa filicifolia Poepp.
- Loasa floribunda Hook. & Arn.
- Loasa gayana Urb. & Gilg
- Loasa heterophylla Hook. & Arn.
- Loasa humilis Phil.
- Loasa illapelina Phil.
- Loasa insons Poepp.
- Loasa lateritia Gillies ex Arn.
- Loasa longiseta Phil.
- Loasa malesherbioides Phil.
- Loasa martinii Phil.
- Loasa micrantha Poepp.
- Loasa multifida Gay
- Loasa nana Phil.
- Loasa nitida Desr.
- Loasa pallida Gillies ex Arn.
- Loasa paradoxa Urb. & Gilg
- Loasa pinnatifida Gillies ex Arn.
- Loasa sagittata Hook. & Arn.
- Loasa sclareifolia Juss.
- Loasa sigmoidea Urb. & Gilg
- Loasa tricolor Ker Gawl.
- Loasa triloba Dombey ex Juss.
- Loasa unguiculata Urb. & Gilg
- Loasa volubilis Juss.